# Nuri Zengin
Nuri Zengin (ur. 21 lutego 1976) – turecki zapaśnik walczący w stylu wolnym. Zajął jedenaste miejsce na mistrzostwach świata w 1998. Siódmy na mistrzostwach Europy w 1998. Triumfator igrzyskach śródziemnomorskich w 2001. Wojskowy mistrz świata w 2000. Uniwersytecki mistrz świata w 1996 i 1998. Piąty w Pucharze Świata w 2001 roku.